# Krishna Lahoti
Krishna Lahoti (* 1963 in Stuttgart) ist ein deutscher Fotograf.
Lahoti absolvierte von 1982 bis 1985 in Berlin eine Ausbildung zum Fotografen. Seit 1986 arbeitet er als freischaffender Fotograf. Zu seinen Hauptthemen gehört der Umgang mit Raum und Perspektive; er experimentiert mit der 360°-Panoramatechnik in der Vertikale. Weitere Schwerpunkte sind Theater- und Fahrzeugfotografien; Lahoti ist Miteigentümer der Bildagentur carjpg.com. Lahoti lebt in Esslingen am Neckar, Auftragsfotografien erstellte er etwa für die Esslinger Zeitung, die Börse Stuttgart und verschiedene Industrieunternehmen.
Er bebilderte 1997 den Stadtbildband Denkendorf, im Jahr 2000 den Stadtbildband Esslingen am Neckar, 2001 die Broschüre Einblicke in den Landkreis Esslingen und 2003 den Stadtbildband Plochingen.
Arbeiten Lahotis befinden sich unter anderem im Besitz der Staatsgalerie Stuttgart und des Stadthauses Ostfildern.

## Ausstellungen (Auswahl)
- Topologische Fotografie, Kunstverein Ellwangen, 1989
- Topologische Fotografie, Graphik-Kabinett Rieber, Blaubeuren, 1989
- Topologische Fotografie, Bahnwärterhaus Esslingen, 1990
- Stirling-Wilford-Schupp, Architekturgalerie am Weissenhof, Stuttgart, 2004
- Raum erleben, Haus der Architekten, Stuttgart 2005

## Preise und Auszeichnungen
- Architekturpreis Hugo Häring, 1999/2000
- Bronzemedaille des Grafischen Clubs Stuttgart für den Kalender Venedig 2004
- aldi/lidl – Panoramaaufnahmen genormter Architektur, Förderung des Kulturwerks 2006